# Латунна пляшка
Латунь пляшки (англ. The Brass Bottle) — американське комедійне фентезі режисера Гарі Келлера 1964 року.

## Сюжет
Архітектор Гарольд Вентімор купує старовинну лампу, не здогадуючись, що в ній живе джин. Довгі роки під замком дають про себе знати, і абсолютно незнайомий з сучасним світом дух, прагнучи виконати бажання свого нового повелителя, лише створює великі неприємності.

## У ролях
- Тоні Рендалл — Гарольд Вентімор
- Берл Айвз — Факраш
- Барбара Іден — Сільвія Кентон
- Камала Деві — Тезра
- Едвард Ендрюс — професор Кентон
- Річард Ердман — Сеймур Дженкс
- Кеті Браун — Хейзел Дженкс
- Енн Доран — Марта Кентон
- Філіп Обер — Вільям Бівор